# Formicoxenini

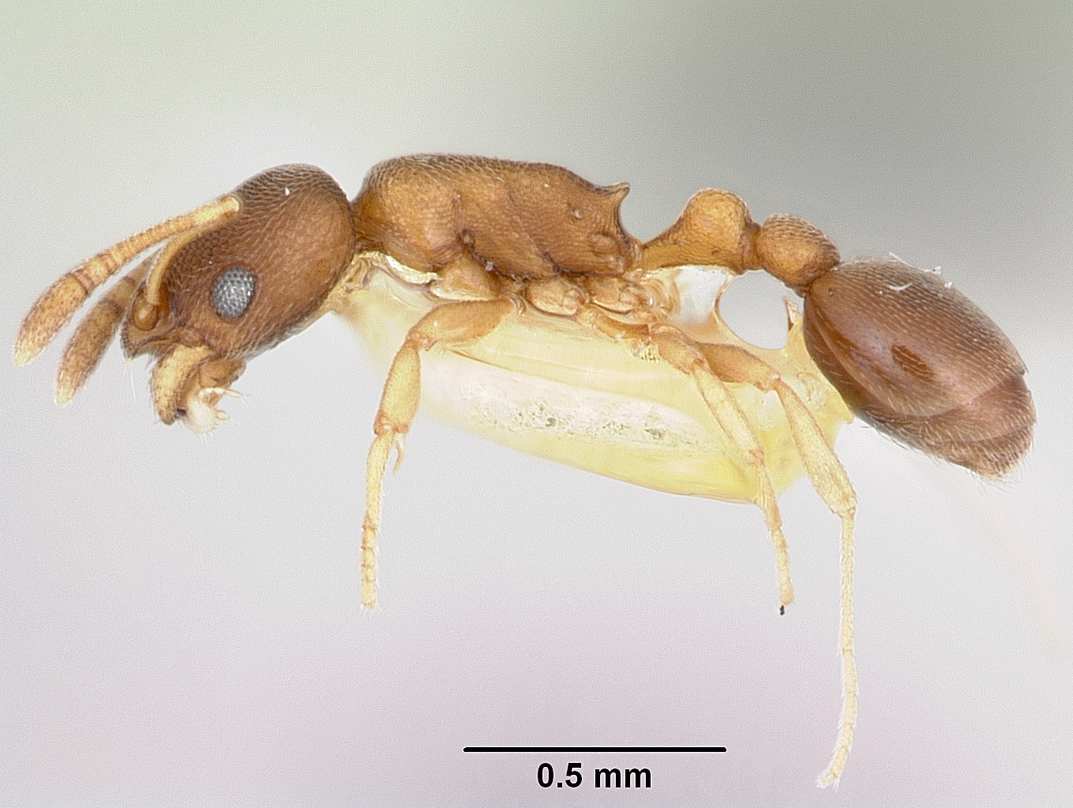
Cardiocondyla minutior

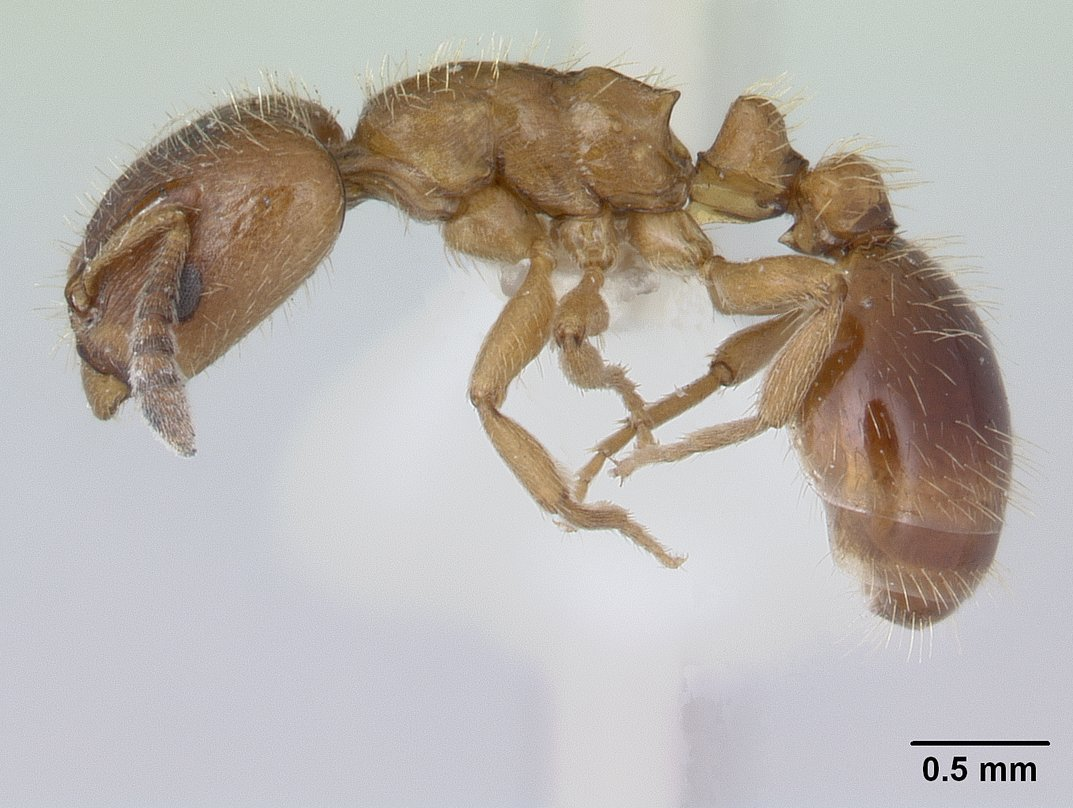
Harpagoxenus sublaevis

Formicoxenini (=Leptothoracini) (лат.) — ранее выделявшаяся парафилетическая триба муравьёв из подсемейства Myrmicinae (семейство Formicidae), которая включала около 25 родов и более 400 видов. Согласно последней классификации муравьёв данная триба не выделяется, а принадлежавшие ей таксоны отнесены к трибам Attini и Crematogastrini.

## Распространение
Всемирное.

## Описание
Размеры, как правило, мелкие, около 2—4 мм. Семьи малочисленные (до 200 муравьёв). Среди этой разнообразной группы выделяются социальные паразиты (Chalepoxenus, Epimyrma, Myrmoxenus) и рабовладельцы (Harpagoxenus).

## Классификация
Около 25 родов и около 400 видов (в том числе, около 300 видов из рода Temnothorax).
Группа впервые была выделена в 1893 году под названием Formicoxenii  Forel, 1893 и рассматривалась в составе подсемейства Myrmicinae. В 1994 году британский мирмеколог Болтон (Bolton, 1994) объединил Formicoxenini с несколькими другими трибами (Cardiocondylini, Leptothoracini, Podomyrmini и Stereomyrmicini) и поместил их в состав группы триб «formicoxenine tribe group» (Crematogastrini, Formicoxenini, Meranoplini, Liomyrmex, Myrmicaria, Ankylomyrma coronacantha). В 2003 году он же добавил в неё в качестве синонимов трибы Ochetomyrmicini и Solenomyrmini.
В 2014 году члены трибы были распределены по другим трибам (Attini и Crematogastrini).

### Список родов
- Род Atopomyrmex (Crematogastrini)
- Род Cardiocondyla (Crematogastrini)
- Род Chalepoxenus (=Temnothorax, Crematogastrini)
- Род Dilobocondyla (Crematogastrini)
- Род Formicoxenus (Crematogastrini)
- Род Gauromyrmex (= Solenomyrma, Crematogastrini)
- Род Harpagoxenus (Crematogastrini)
- Род Leptothorax (Crematogastrini)
- Род Myrmoxenus (=Epimyrma, Crematogastrini)
- Род Nesomyrmex (Crematogastrini)
- Род Ochetomyrmex (Attini)
- Род Peronomyrmex (Crematogastrini)
- Род Podomyrma (Crematogastrini)
- Род Poecilomyrma (Crematogastrini)
- Род Protomognathus (=Temnothorax, Crematogastrini)
- Род Romblonella (Crematogastrini)
- Род Rotastruma (Crematogastrini)
- Род Stereomyrmex (Crematogastrini)
- Род Stigmomyrmex (Crematogastrini)
- Род Temnothorax (Crematogastrini)
- Род Terataner (Crematogastrini)
- Род Tricytarus (=Meranoplus)
- Род Vombisidris (Crematogastrini)
- Род Xenomyrmex (Crematogastrini)

### Синонимы
- Cardiocondylini Emery, 1914
- Stereomyrmicini Emery, 1914
- Leptothoracini Emery, 1914
- Ochetomyrmicini Emery, 1914
- Podomyrmini Emery, 1924
- Solenomyrmini Donisthorpe, 1943